# Tanagra

Karta över antikens Boiotien med Tanagra utmärkt

Tanagra (grekiska Τανάγρα) är en ort i kommunen Dimos Tanagra i östra Boiotien, inte långt från Thebe. Befolkningen uppgick år 2001 till 4 134.

## Historia

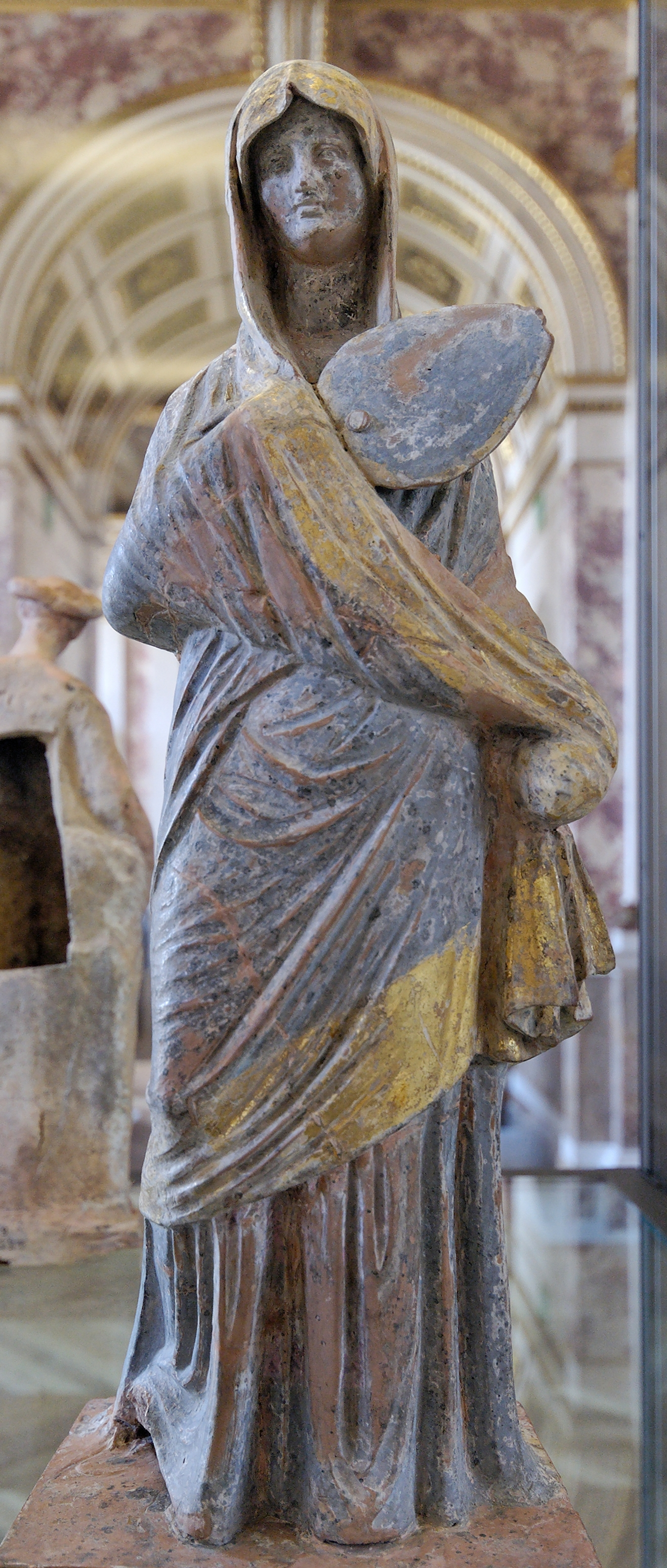
Terrakottafigur från Tanagra, 300-talet f.Kr.

Under antiken var Tanagra en betydande stad i Boiotien. Den låg på en höjd vid norra stranden av floden Asopos. Jordbruk, vinodling och livlig handel gav åt Tanagra ett välstånd som fortfor ännu under romersk tid och som tidtals gjorde att staden fick ledningen i det boiotiska förbundet. Staden behärskade även annars hela kustlandet från Attikas gräns ända till bortom Euripos. Det vin som växte i Tanagra ansågs vara det bästa i Boiotien. Till följd av sitt läge var staden ofta invecklad i striderna mellan Aten och Thebe. År 457 f.Kr. utkämpades i närheten av Tanagra en blodig drabbning mellan atenare och spartaner, i vilken de förstnämnda blev slagna.
Från Tanagra härstammade skaldinnan Korinna, vars bildstod var uppställd på dess akropolis. Lämningar av stadens ringmurar samt grundvalarna till några tempel och en teater finns i behåll. Vid utgrävningar i slutet av 1800-talet och början av 1900-talet bragtes i dagen en omfångsrik begravningsplats (nekropolis), där man bland andra arkeologiskt värdefulla, till en del urgamla, fynd påträffade en stor mängd små, konstnärligt utförda genrebilder av terrakotta. Efterbildningar av dessa små figurer har förekommit i konsthandeln under namnet tanagrafigurer.